# Parthenodes albiceps
Parthenodes albiceps là một loài bướm đêm trong họ Crambidae.